# Montlognon
Montlognon és un municipi francès, situat al departament de l'Oise i a la regió dels Alts de França. L'any 2007 tenia 226 habitants.

## Demografia

### Població
El 2007 la població de fet de Montlognon era de 226 persones. Hi havia 92 famílies de les quals 24 eren unipersonals (12 homes vivint sols i 12 dones vivint soles), 24 parelles sense fills, 40 parelles amb fills i 4 famílies monoparentals amb fills.
La població ha evolucionat segons el següent gràfic:
Habitants censats

### Habitatges
El 2007 hi havia 101 habitatges, 88 eren l'habitatge principal de la família, 8 eren segones residències i 5 estaven desocupats. 98 eren cases i 2 eren apartaments. Dels 88 habitatges principals, 61 estaven ocupats pels seus propietaris, 17 estaven llogats i ocupats pels llogaters i 10 estaven cedits a títol gratuït; 5 tenien dues cambres, 15 en tenien tres, 20 en tenien quatre i 48 en tenien cinc o més. 64 habitatges disposaven pel capbaix d'una plaça de pàrquing. A 34 habitatges hi havia un automòbil i a 49 n'hi havia dos o més.

### Piràmide de població
La piràmide de població per edats i sexe el 2009 era:
| Homes | Edats   | Dones |
| ----- | ------- | ----- |
| 0     | 95 o +  | 0     |
| 0     | 90 a 94 | 0     |
| 0     | 85 a 89 | 0     |
| 0     | 80 a 84 | 0     |
| 4     | 75 a 79 | 0     |
| 0     | 70 a 74 | 4     |
| 0     | 65 a 69 | 0     |
| 16    | 60 a 64 | 16    |
| 8     | 55 a 59 | 0     |
| 12    | 50 a 54 | 16    |
| 12    | 45 a 49 | 20    |
| 4     | 40 a 44 | 16    |
| 8     | 35 a 39 | 0     |
| 0     | 30 a 34 | 4     |
| 8     | 25 a 29 | 12    |
| 12    | 20 a 24 | 4     |
| 16    | 15 a 19 | 8     |
| 12    | 10 a 14 | 4     |
| 8     | 5 a 9   | 4     |
| 4     | 0 a 4   | 0     |

## Economia
El 2007 la població en edat de treballar era de 157 persones, 111 eren actives i 46 eren inactives. De les 111 persones actives 104 estaven ocupades (58 homes i 46 dones) i 7 estaven aturades (5 homes i 2 dones). De les 46 persones inactives 15 estaven jubilades, 20 estaven estudiant i 11 estaven classificades com a «altres inactius».

### Ingressos
El 2009 a Montlognon hi havia 76 unitats fiscals que integraven 220 persones, la mediana anual d'ingressos fiscals per persona era de 23.437 €.

### Activitats econòmiques
Dels 15 establiments que hi havia el 2007, 1 era d'una empresa extractiva, 2 d'empreses de fabricació d'altres productes industrials, 2 d'empreses de construcció, 3 d'empreses de comerç i reparació d'automòbils, 1 d'una empresa d'hostatgeria i restauració, 1 d'una empresa immobiliària, 2 d'empreses de serveis, 1 d'una entitat de l'administració pública i 2 d'empreses classificades com a «altres activitats de serveis».
L'únic servei als particulars que hi havia el 2009 era un restaurant.

## Equipaments sanitaris i escolars
El 2009 hi havia una escola maternal integrada dins d'un grup escolar amb les comunes properes formant una escola dispersa.

## Poblacions més properes
El següent diagrama mostra les poblacions més properes.